# Pemphigus populivenae
Pemphigus populivenae är en insektsart som beskrevs av Fitch 1859. Pemphigus populivenae ingår i släktet Pemphigus och familjen långrörsbladlöss. Inga underarter finns listade i Catalogue of Life.